# معتمدية الحامة الغربية
معتمدية الحامة الغربية إحدى معتمديات الجمهورية التونسية، تابعة لولاية قابس. استُحدثت بأمر حكومي عدد 367 لسنة 2020 مؤرخ في 16 يونيو 2020 صادر عن رئيس الحكومة إلياس الفخفاخ.